# Anacamptodon
Anacamptodon, rod pravih mahovina iz porodice Amblystegiaceae, dio reda Hypnales. . Postoji 15 vrsta

## Vrste
1. Anacamptodon africanus P. de la Varde
2. Anacamptodon amblystegioides Cardot
3. Anacamptodon compactus (Thér.) W.R. Buck
4. Anacamptodon cubensis (Sull.) Mitt.
5. Anacamptodon fortunei Mitt.
6. Anacamptodon kamchaticus Czernjad.
7. Anacamptodon latidens (Besch.) Broth.
8. Anacamptodon marginatus (Dixon) W.R. Buck
9. Anacamptodon minimus W.R. Buck
10. Anacamptodon sauteri (Schimp.) Hedenäs, Schlesak & D. Quandt
11. Anacamptodon splachnoides (Froel. ex Brid.) Brid.
12. Anacamptodon subulatus Broth.
13. Anacamptodon touwii W.R. Buck
14. Anacamptodon validinervis Dixon & P. de la Varde
15. Anacamptodon wattsii Broth.